# Покидин, Сергей Владимирович
Сергей Владимирович Покидин (16 марта 1960, Горловка, Сталинская область, Украинская ССР) — советский футболист, защитник. Мастер спорта СССР с 1983 года.

## Биография
Воспитанник горловского футбола. Первый тренер — Ю. И. Фомин.
В возрасте 16 лет дебютировал в команде второй лиги «Шахтёр» Горловка в 1976 году. С 1977 года — в составе «Шахтёра» Донецк, в основной команде играл в 1982—1985 годах, в чемпионате СССР провёл 67 матчей.
Эмигрировал в Канаду. В 1992—2000 годах был играющим тренером команды «Монреаль Юкрейнианс». Основатель и играющий тренер команды «Динамо-Интер» Монреаль.

## Достижения
- Кубок СССР:

Обладатель: 1983 (в финальном матче не участвовал)
Финалист: 1985
- Обладатель Кубка сезона 1984
- Финалист Кубка Украинской ССР 1976